# Alexis Keunen
Alexis Keunen (5 avril 1921 à Liège - 1989 à Rouen) est un peintre surréaliste belge.

## Biographie
Alexis Keunen se forme à l'Académie Saint-Luc à Liège. Il s'installe à Rouen en 1959.